# Авжеж!
«Авжеж!» — український літературно-мистецький журнал. Виходив у Житомирі із березня 1990 до листопада 1998 року. 
Заснований Житомирською обласною організацією Спілки журналістів України (рішення від 8 лютого 1990). 

## Видавці
Видавцями журналу були: видавничо-комерційне об'єднання «Газета «Житомирський вісник» (1990-1992), Житомирська обласна організація Спілки журналістів України (1993), редакція газети «Прес-Форум» (1994-1995), «Клуб українських меценатів», фірма «Tit-a-Tit» (1995), Василь Врублевський, Віктор Титов, Володимир Титов (1996-1998). 

## Люди
Незмінним головним редактором журналу був Василь Врублевський. У 1990-1992 роках існувала редакційна рада журналу (на громадських засадах). Заступником гол. редактора у 1991-1992 роках був Гудзь Юрій. 

## Вміст
За роки видання на сторінках журналу видрукувано твори понад 200 авторів, здебільшого — представників т.з. «нової хвилі», що переважно до публікації в «Авжеж!» не друкувалися. Журнал не надавав переваги будь-яким літературним напрямам, серед його авторів — як авангардисти, модерністи, так і літератори-традиціоналісти.
Сприяв появі творів, що в силу різноманітних обставин не могли бути надруковані в офіційних виданнях «перебудовчого» періоду. На його сторінках виступали митці різних напрямів: від традиційних до авангардних (Іван Козаченко, Ігор Павлюк, Володимир Цибулько, В. Олейко, Володимир Кашка, Кость Москалець, Євген Пашковський, Галина Пагутяк та ін.).
Друкувалися твори «розстріляного відродження» та література діаспори.
Критика висвітлювала актуальні проблеми літературного процесу 1930-х, 1960-х, межі XIX—XX століть.
Чч. 1-3 (березень, травень, червень 1990) виходили як альманах-журнальний додаток до газети «Житомирський вісник».
Загалом видано 41 число (у 34 зшитках):
- 1990 — чч. 1, 2, 3, 4, 5;
- 1991 — чч. 1(6), 2(7), 3(8), 4(9), 5(10), 6(11), 7(12), 8(13), 9(14), 10(15), 11(16), 12 (17);
- 1992 — чч. 1(18), 2(19), 3(20), 4(21), 5(22), 6-8(23-25);
- 1993 — чч. 26, 27;
- 1994 — ч. 28;
- 1995 — ч. 29-30;
- 1996 — чч. 31-33 (кн. XXVIII);
- 1997 — чч. 34-35 (кн. ХХІХ), 36 (кн. ХХХ), 37 (кн. ХХХІ);
- 1998 — чч. 38-39 (кн. ХХХІІ), 40 (кн. ХХХІІІ), 41 (кн. XXXIV).

Окрім журналу, редакція видавала книжкову серію «Бібліотека журналу „Авжеж!“», окремі книжки та збірники поезії та прози. Також діяло видавництво журналу «Авжеж!»